# Борундеу
Борундеу је традиционално влашко јело које се за Божић спрема од свињског меса.
Свињска потрбушина, пауфлек, исецка се на коцкице и кува се 24 сата, све до распадања. Испасираном месу додаје се мало кукурузног брашна, неколико ченова белог лука и со. Јело је готово када се после мешања претвори у густу кашу.